# Иваново-Болото
Иваново-Болото — деревня в Печорском районе Псковской области России. Входит в состав сельского поселения «Круппская волость».
Расположена на севере района в 4 км от берега Псковского озера и в 8 км к югу от волостного центра, деревни Крупп.

## Население
Численность населения деревни составляет 88 жителей (2000 год).
| 2001 | 2002 | 2010 |
| ---- | ---- | ---- |
| 88   | ↘77  | ↘58  |